# Leegebruch
Leegebruch – miejscowość i gmina w Niemczech w kraju związkowym Brandenburgia, w powiecie Oberhavel, położona jest na północ od Berlina.

## Współpraca
Miejscowość partnerska:
- Lengerich, Nadrenia Północna-Westfalia
- Warta, Polska
- Wapakoneta, Stany Zjednoczone
- Kostzyn, Wielkopolska